# Hárságyi Margit
Hárságyi Margit (Pécsudvard, 1946. július 12. –) újságíró, televíziós szerkesztő-riporter.

## Pályája
1968-ban végzett a Pécsi Tanárképző Főiskola magyar-orosz szakán. 1968-1973 között a komlói Fürst Sándor Úti Általános Iskola tanára, majd 1974-től a Dunántúli Napló újságírója lett. A megyei napilap szerkesztőségéből került az akkor megalakuló Pécsi Körzeti Stúdióba, mely 1976. november 24-én jelentkezett első adásával. Kezdetben a magazinműsorok mellett a német és a horvát nyelvű nemzetiségi műsorok előkészítésén dolgozott mint felelős szerkesztő 1978-1980-ig. Később, 1981-től hat éven át a Sorstársak című rehabilitációs műsor műsorvezetője-riportere lett. Eközben magazinműsorokban dolgozott, dokumentumfilmeket készített.
Főbb témáit a legtágabban értelmezett kultúra területéről merítette, számos művészportré fűződik a nevéhez. Foglalkozott képzőművészettel, zenével, néptánccal, balettel, és az amatőrmozgalom számos ágával. Műsoraiban gyakran kerültek fókuszba az oktatáspolitika visszatérő kérdései, elsősorban a tehetséggondozás és a hátrányos helyzetben lévő cigány gyerekek sorsa. A legtöbb elismerést az építészeti témáival érte el, sorozatot készített Pécs belvárosának rehabilitációjáról, a Dél-Dunántúl pusztuló kastélyairól, s a megmentendő népi építészeti emlékekről Somogyban, Tolnában és Baranyában. Huszonhárom évi televíziós munkája során gyakran járt külföldön: Lengyelországban, Finnországban, Izraelben, Ukrajnában, Törökországban, Horvátországban különböző témákban készített dokumentumműsort. Több alkalommal volt szerkesztője országos, élő, körkapcsolásos műsoroknak. A Magyar Televízió Pécsi Körzeti Stúdiójánál töltött utolsó évtizedben főmunkatárssá nevezték ki, vezető szerkesztőként, valamint a kulturális rovat vezetőjeként ténykedett.
1991-ben a BBC hathetes ösztöndíján vett részt Londonban, ahol a brit közszolgálati televízió mindennapi működését tanulmányozta.
Az általa szerkesztett magazinműsorokban a közszolgálati televíziózásban újdonságként külsős, a saját területükön elismert művészeket, tudósokat, közéleti személyiségeket hívott meg műsorvezetőnek (többek között Balikó Tamás és Moravetz Levente  színművészt, Decsi Kiss János újságíró-képzőművészt, Koltai Dénes egyetemi tanárt, Pál Zoltán szobrászművészt).
1999-ben az egész intézményt érintő csoportos létszámleépítés keretében – minden előzetes figyelmeztetés, illetve indoklás nélkül – elbocsátották a Magyar Televíziótól. 2000-től tíz éven át a Magyar Turizmus ZRt. Dél-Dunántúli Regionális Marketing Igazgatóság marketingmenedzsere lett. 2009 őszétől 2010 végéig a Pécs2010 Európa Kulturális Fővárosa program PR-cikkeket, tudósításokat kreáló újságírócsoportjának munkáját koordinálta szakmailag. Azóta szabadúszó újságíró, számos portréinterjút, kulturális témájú cikket írt helyi és országos lapokba.
Tizenéves kora óta érez erős rokonszenvet a lengyel kultúra iránt, így már nagyon fiatalon, minden külső segítség nélkül, autodidakta módszerrel felsőfokú lengyel nyelvtudást szerzett. Egy évig a Varsói Tudományegyetemen tanult ösztöndíjasként. Később idegenvezetőként, tolmácsként, fordítóként számos megbízatást látott el. Öt esztendőn át (1986-1991) a Janus Pannonius Tudományegyetem külsős óraadó tanára, 2002 és 2006 között pedig Pécs MJV Lengyel Kisebbségi Önkormányzatának képviselője volt.
Számos alkalommal segítette önkéntesként civil szervezetek (pl. Dévai Szent Ferenc Alapítvány, Otthon Segítünk Alapítvány, Pécs-Normandia Lions Club) munkáját.

## Főbb művei
Szerkesztő:
- Kastélyok és udvarházak (1977)
- Az első nemzetiségi műsor a Magyar Televízióban (1978)
- Összetartó erő – Tízéves a soroksári német táncegyüttes (dokumentumfilm, 1978)
- Az oroszlán városa, Lvov (dokumentumfilm, 1979)
- Mi lesz belőlük? – a Pécsi Művészeti Szakközépiskola növendékei (dokumentumfilm, 1980)
- Sorstársak (műsorvezetés, riporter 1981-1987)
- Pirosra kéket – portré Simon Béla festőművészről (1981)
- Belváros holtponton (dokumentumfilm, 1981)
- Város belváros nélkül (dokumentumfilm, 1981)
- Az egészséges kisbabáért I-II. (Sorstársak különkiadás, 1983)
- Zsuzsa és Anna (portré, 1983)
- Egy ipari formatervező (portré, 1984)
- Az újjászülető belváros (1984)
- Lujzika és gyermekei (portré, 1985)
- Fiatal kezek, ősi mesterségek (dokumentumfilm, 1985)
- Irénke (portré, 1985)
- Az Év Lakóháza (dokumentumfilm, 1986)
- A pécsi vár és Városfal története (dokumentumfilm, 1987)
- Józef Szajna (portréfilm, 1987)
- Kell egy alap (portré, 1989)
- Ókeresztény sírkamrák (dokumentumfilm, 1989)
- Város a Mecsek lejtőin (1989)
- Andrzej Wajda (portréfilm, 1990)
- Tehetséges gyerekek (dokumentumfilm, 1990)
- Lengyel menekültek Boglárlellén (dokumentumfilm, 1990)
- A különbözők védelmében (dokumentumfilm, 1990)
- Somogyi kastélyok, udvarházak, műemlékek (dokumentumfilm, 1991)
- Ungvári est Pécsett (közös műsor az ungvári televízióval, 1993)
- Építészet Világnapja (dokumentumfilm, 1993)
- Nők (dokumentumfilm, 1993)
- Somogyi tavaszi fesztivál (dokumentumfilm, 1993)
- Nem zörög a haraszt (dokumentumfilm, 1994)
- Pécsi zsidó hitközség (dokumentumfilm, 1994)
- Találkozások – Izraelben élő magyarok (dokumentumfilm, 1994)
- Ökoturizmus Magyarországon (dokumentumfilm, 1995)
- Metamorfózis (dokumentumfilm, 1996)
- Tettye (dokumentumfilm, 1996)
- Szent Hedvig királynő (dokumentumfilm, 1997)
- Tadeusz Kantor (portréfilm, 1997)
- XIII. Határon Túli Magyarok Fesztiválja (dokumentumfilm, 1999)
- Regionális Híradó (felelős szerkesztő, 1992-1999)
- Itthon – kulturális magazin (felelős szerkesztő, 1996-1997)
- Sétatér – közéleti magazin (1999-ig)

## Interjúk világhírű emberekkel
- Marcel Corneloup
- Tadeusz Kantor
- Kertész Imre
- Ehúd Olmert
- Józef Szajna
- Amerigo Tot
- Andrzej Wajda
- Krzysztof Zanussi

## Kitüntetései
- MTV elnöki nívódíj (2 alkalommal)
- Az építésügyi miniszter nívódíja
- A Baranya Megyei Közgyűlés Közszolgálati Díja Baranya megye aprófalvai, a térség fejlesztési problémái képi bemutatásával kifejtett tevékenységéért (1997)

## Televíziós műsorok
- Az MTV Pécsi Körzeti Stúdiójának első adása (részlet) (1976. november 24.)
- Kell egy alap (1989)